# Иванск

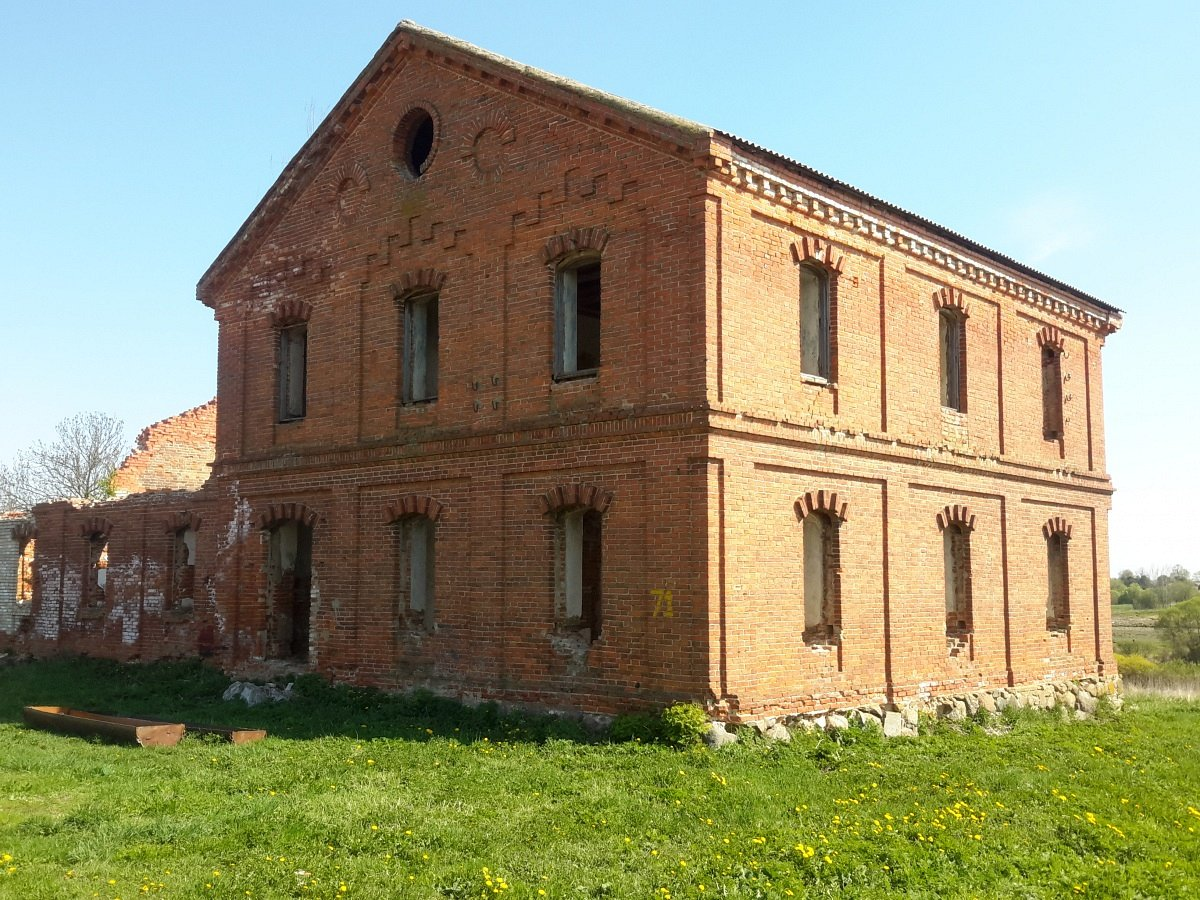
Флигель усадьбы Володковичей

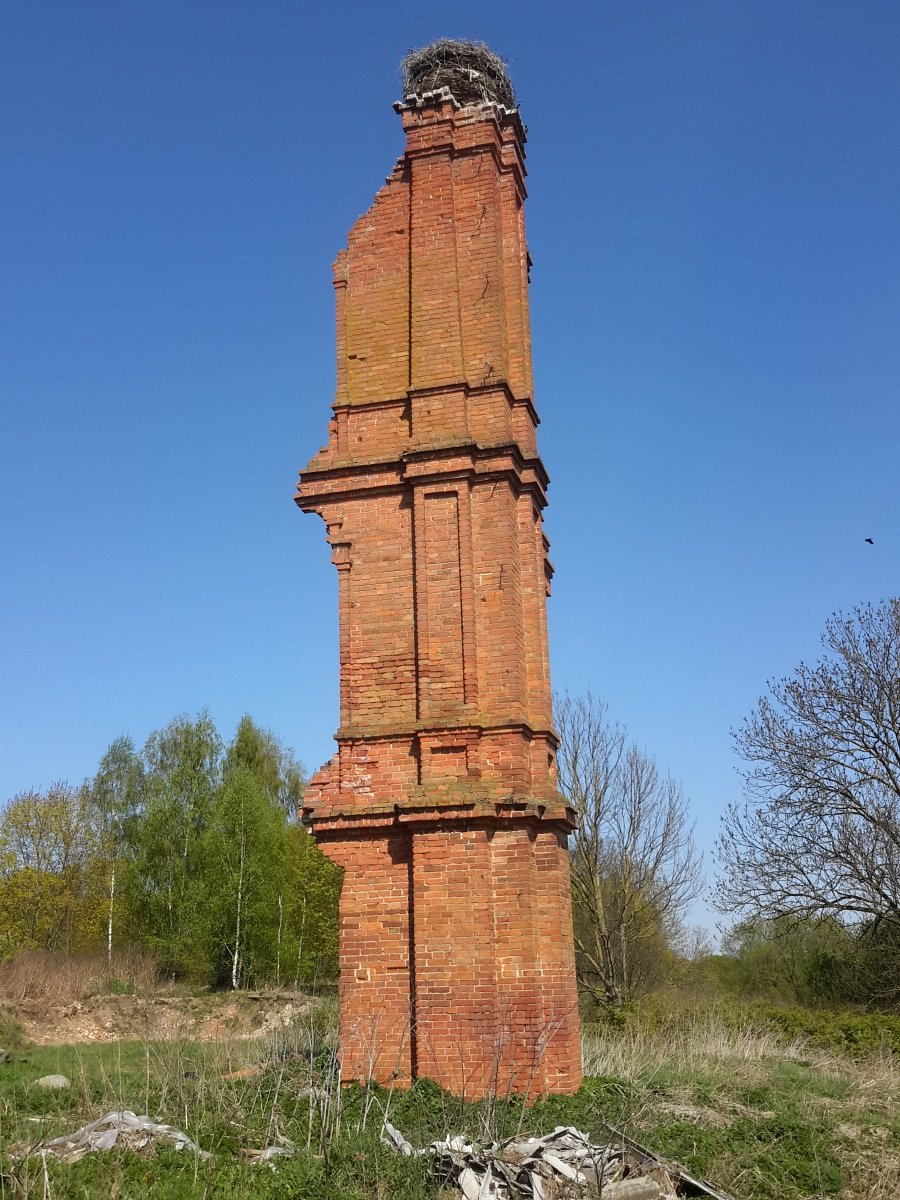
Руины усадьбы

Иванск (бел. Іванск) — агрогородок в Чашникском районе Витебской области Беларуси, центр Иванского сельсовета. 

## География
Агрогородок находится в 8 км к северу от Чашников. Иванск стоит на левом берегу реки Улла. Через посёлок проходит автодорога Чашники — Бочейково.

## Население
- 1999 год — 519 человек.
- 2009 год — 456 человек.
- 2019 год — 375 человек.

## Достопримечательности
- Остатки бывшей усадьбы Володковичей (вторая половина XIX века)
- Флигель усадьбы
- Хозпостройка
- Руины нескольких строений